# Matthew Mercer

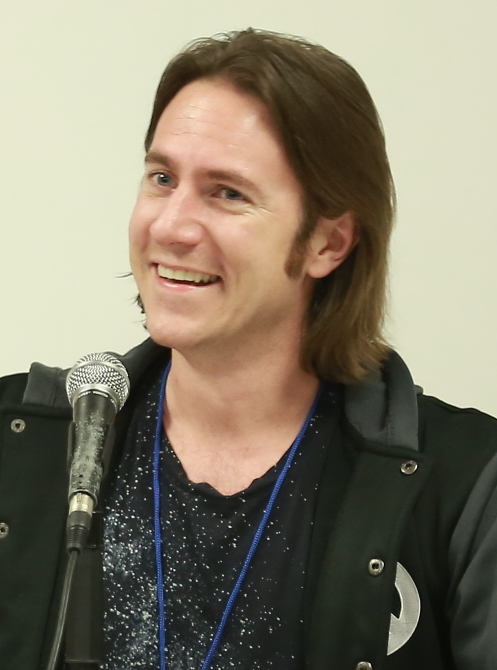

Matthew Christopher Miller (* 29. Juni 1982 in Palm Beach Gardens, Florida) ist ein US-amerikanischer Synchronsprecher, Schauspieler und Spieleautor. Er ist unter seinem Künstlernamen Matthew Mercer bekannt.

## Leben
Mercer wurde am 29. Juni 1982 in Palm Beach Gardens geboren. Er ist schottischer Abstammung. Er hat einen Bruder der unter dem Pseudonym Dave Heatwave als Musiker arbeitet. Anfang der 1990er zog er mit seiner Familie nach Los Angeles. In seiner Kindheit litt er unter Stottern. Dank eines Logopäden konnte sein Stottern auf nur noch wenige bestimmte Wörter reduziert werden. Später besuchte er die Agoura High School in der gleichnamigen kalifornischen Stadt Agoura Hills. Er nahm seinen Künstlernamen an, da es bereits einen Schauspieler ähnlichen Namens in der Gewerkschaft SAG-AFTRA gab. Den Namen trugen Vorfahren von ihm. Er war eine Zeit lang Mitglied bei der Improvisationstheatergruppe The Groundlings. Seit dem 21. Oktober 2017 ist er mit der US-amerikanischen Schauspielerin und Synchronsprecherin Marisha Ray verheiratet.

## Karriere
Bereits 1988 lieh Mercer im Zeichentrickfilm Akira einem Charakter seine Stimme. Danach folgten in den 1990er Jahren überwiegend Sprechrollen in vereinzelten Episoden verschiedener Animes. Auch war seine Stimme in vielen Computerspielen zu hören. Von 2009 bis 2013 lieh er dem fiktiven Piraten Trafalgar Law im Anime One Piece seine Stimme.
Über das Theaterschauspiel fand er schließlich seinen Weg als Schauspieler in der Filmindustrie. Er begann als Episodendarsteller in Fernsehserien und gab 2011 in Dead Inside in der größeren Rolle des Malcolm Wagner sein Spielfilmdebüt. 2015 stellte er im Fantasy-Abenteuerfilm Mythica – Die Ruinen von Mondiatha die Rolle des Szorlok dar. Dieselbe Rolle mimte er in den Fortsetzungen Mythica – Der Totenbeschwörer, Mythica: The Iron Crown, Mythica: The Godslayer sowie Mythica: Stormbound.
Mercer ist der Mitbegründer und Spielleiter (Dungeon Master) der Webserie Critical Role, in der er gemeinsam mit anderen professionellen Synchronsprechern Dungeons & Dragons spielt. Die Show startete 2015 und entwickelte sich schnell zu einem bedeutenden Phänomen in der Rollenspiel- und Streaming-Community. Er ist für seine ausgeprägten Fähigkeiten als Erzähler und seine zahlreichen, individuell gestalteten Charakterstimmen bekannt. Critical Role trug wesentlich zur Popularisierung von Pen-&-Paper-Rollenspielen bei und führte zur Gründung des gleichnamigen Medienunternehmens, das u. a. animierte Serien wie The Legend of Vox Machina produzierte.

## Synchronisationen (Auswahl)
- 1988: Akira (Akira/Akira - アキラ, Zeichentrickfilm)
- 2004: World of Warcraft (Computerspiel)
- 2009: Wolfenstein (Computerspiel)
- 2009–2013: One Piece (Wan Pīsu/ONE PIECE （ワンピース）, Zeichentrickserie, 9 Episoden)
- 2010: Medal of Honor
- 2011: Likvidator
- 2011–2012: ThunderCats (Zeichentrickserie, 22 Episoden)
- 2012: Resident Evil 6 (Baiohazādo 6/バイオハザード6, Computerspiel)
- 2013: Dota 2 (Computerspiel)
- 2013: Batman: Arkham Origins (Computerspiel)
- 2015: Batman: Arkham Knight (Computerspiel)
- 2015: Minecraft: Story Mode (Computerspiel)
- 2016: Overwatch (Computerspiel)
- 2016: Persona 5 (ペルソナ5, Computerspiel)
- 2017: Resident Evil: Vendetta (Baiohazādo: Vendetta/バイオハザード ヴェンデッタ, Computerspiel)
- 2020: Baldur’s Gate 3 (Computerspiel)
- 2021: Mortal Kombat Legends: Battle of the Realms (Animationsfilm)
- 2022–2024: The Legend of Vox Machina (Animationsserie, 36 Episoden, verschiedene Rollen)
- 2023: Resident Evil: Death Island (Baiohazādo: Desuairando/バイオハザード デスアイランド, Animationsfilm)

## Filmografie (Auswahl)
- 2009: Fear News with the Last Girl (Fernsehserie, 2 Episoden, verschiedene Rollen)
- 2011: Team Unicorn (Fernsehserie, Episode 1x04)
- 2011: Dead Inside
- 2011: The Death and Return of Superman (Kurzfilm)
- 2012: Written by a Kid (Fernsehserie, Episode 1x04)
- 2012: BlackBoxTV (Fernsehserie, Episode 3x13)
- 2013: Geek USA
- 2014: Shelf Life (Fernsehserie, Episode 4x13)
- 2014: Loadout: Going in Hot (Kurzfilm)
- 2015: The Phoenix Incident
- 2015: Mythica – Die Ruinen von Mondiatha (Mythica: The Darkspore)
- 2015: Mythica – Der Totenbeschwörer (Mythica: The Necromancer)
- seit 2015: Critical Role (Fernsehserie)
- 2016: Mythica: The Iron Crown
- 2016: Mythica: The Godslayer
- 2017: Sagas of Sundry (Fernsehserie, 7 Episoden)
- 2019: UnDeadwood (Miniserie, 4 Episoden)
- 2023: Mythica: Stormbound